# Motorsportschule Kreiensen
Die Motorsportschule Kreiensen war eine paramilitärische Ausbildungseinrichtung der Nationalsozialisten in dem heute niedersächsischen, damals braunschweigischen Ort Kreiensen.
Die Motorsportschule Kreiensen des Nationalsozialistischen Kraftfahr-Korps (NSKK) bzw. der Motor-SA wurde Ostern 1934 eröffnet. Sie bestand mindestens bis 1940. Mitbegründet wurde sie durch den Gruppenstaffelführer Georg Wagener (1898–1985). Schulleiter wurde der Braunschweiger Motorsturmführer Bruno Winter. Vorgesehen waren 50 Mann kaserniertes Stammpersonal und 200 Lehrgangsteilnehmer.
Die Lehrgangsteilnehmer wurden offiziell als „Motorwehrmänner“ (und nicht etwa als „Motorsportschüler“ oder „Motorsportler“) bezeichnet und waren uniformiert. Ihre Uniform bestand aus langen Stiefeln, olivgrüner Stiefelhose und Bluse im gleichen Farbton, schwarzem Koppel und einer Art Skimütze. Für den Innendienst gab es Drillichjacken, für den Fahrdienst dunkelbraune zweiteilige Überanzüge, dazu bei den Kradfahrern Sturzhelme aus schwarzem Leder. Die Motorwehrmänner, die in Kreiensen kaserniert waren, rückten gelegentlich aus, um Versammlungen ihrer politischen Gegner gewaltsam zu stören.
Die Braunschweiger Büssing-Werke spendeten der Motorsportschule Kreiensen in den Jahren 1933 und 1934 jeweils drei geländegängige Dreiachser-Lastkraftwagen nebst Ersatzteilen und Werkzeug, die NSU Motorenwerke aus Neckarsulm spendeten Einzel- und Beiwagen-Motorräder und die Phänomen-Werke Gustav Hiller AG, Zittau, lieferten einen „Phänomen“-Kübelwagen.
In der nahen Kreisstadt Bad Gandersheim gab es eine weitere Motorsportschule des NSKK mit der Grundsteinlegung 1936 und der Fertigstellung Ende 1938.

## Vorgänger

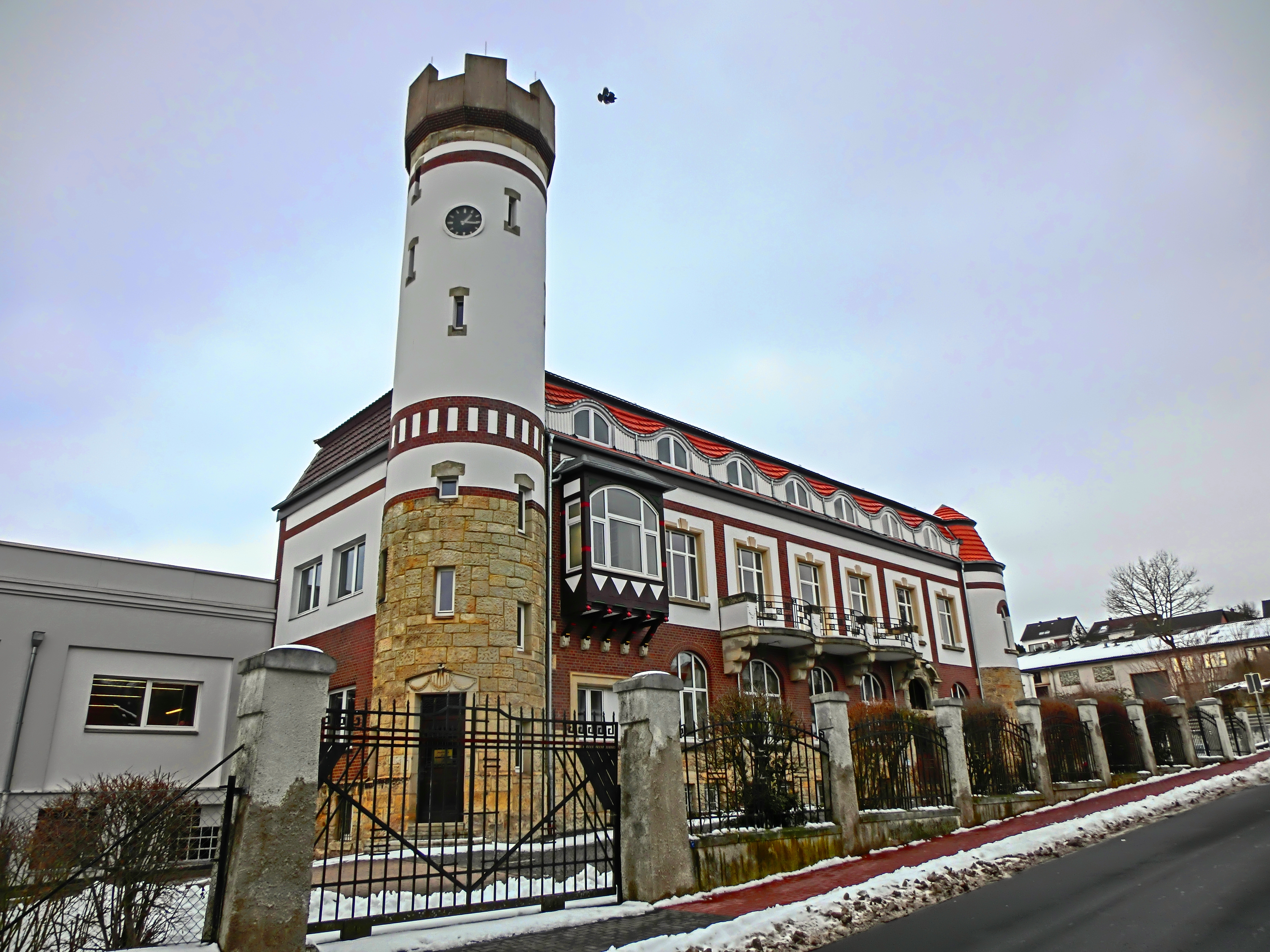
Die Firma Burgsmüller & Söhne

In Kreiensen gab es vor der Eröffnung der NSKK-Motorsportschule schon seit 1931 oder 1932, also schon vor der nationalsozialistischen „Machtergreifung“ 1933, eine Ausbildungsstätte für SA- und SS-Angehörige in der ehemaligen Gewehrfabrik H. Burgsmüller & Söhne. Es handelte sich um eine SA-Vorschule und eine SS-Führerschule (auch als „SS-Lehrschule“ bezeichnet).
Die Schule hatte zunächst sechs Lehrkräfte, die unter der Leitung eines 65-jährigen Oberstleutnants a. D. standen. Dort wurden in vierwöchigen Kursen jeweils 110 bzw. über 200 Männer pro Lehrgang paramilitärisch ausgebildet.
Unter den Lehrern an der SS-Schule Kreiensen war Günther Pancke (1899–1973), unter den Schülern war Clemens von Wedel Parlow-Wedelsberg.
Als SA und SS am 13. April 1932 verboten wurden, zogen die Schulungsteilnehmer vorübergehend aus Kreiensen ab. Nachdem schon am 14. Juni 1932 die SA wieder zugelassen wurde, wurde die SS-Schule in Kreiensen unter der Bezeichnung „Rednerschule“ wiedereröffnet.
Der Unterhalt für die Schulungsteilnehmer wurde offenbar größtenteils durch Lebensmittelsammlungen bei den Bauern der Umgebung aufgebracht.
Die Lehrgangsteilnehmer der SA- und SS-Schule in Kreiensen waren berüchtigt dafür, die Bevölkerung in der Umgebung zu terrorisieren.
Zeitweilig war der spätere Geschäftsführer der Innungskrankenkasse Gandersheim, der SA-Führer Bunge aus Gandersheim, Leiter des Arbeitskommandos der SS-Schule in Kreiensen.